# Gebrauchsmusik

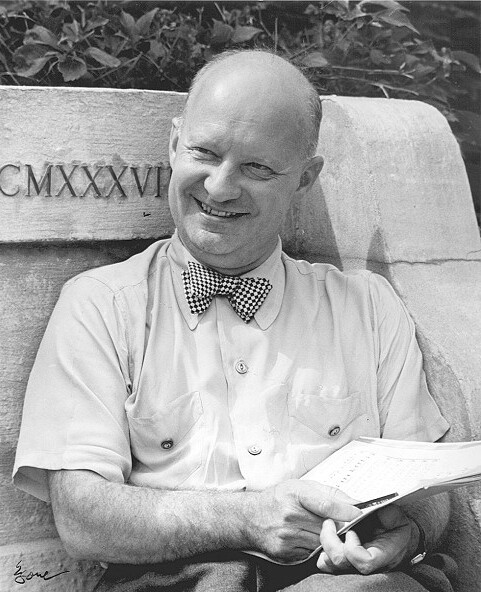
Paul Hindemith, creador de la "música utilitaria".

Gebrauchsmusik es un término alemán, que significa "música utilitaria", que se utiliza para la música que existe no solo por sí misma, sino que fue compuesta con alguna finalidad específica, identificable. Este propósito puede ser un acontecimiento histórico particular, como un acto político o de una ceremonia militar, o puede ser más general, como con la música escrita para acompañar la danza o la música escrita para ser interpretada por aficionados o estudiantes.

## Descripción
El compositor Paul Hindemith es probablemente la figura más identificada con esta expresión, que parece haber sido acuñada, no en el ámbito de la composición sino en el de la musicología.
La preeminencia que toma el problema sociopolítico después de la Primera Guerra Mundial en Alemania, supone una revalorización de la realidad, entendimiento desde un punto sociopolítico, no desde el punto de vista idealizado de tipo individualista, propio de la música romántica.
Esta nueva corriente es general en todas las artes y podemos encontrar un ejemplo paradigmático en Bertolt Brecht, activo básicamente a Berlín, con su obra más conocida: La ópera de los tres centavos (Die Dreigroschenoper).
Los músicos se plantearon la participación en este proyecto teniendo en cuenta, además, el problema del alejamiento del público a partir de la evolución del lenguaje musical iniciado a principios de siglo XX, que había dirigido la mayor parte del público hacia el consumo de productos culturales deficientes ofrecidos por la industria cultural de la música, con características de concentración monopolista y de expansión mundial.
Así surgió el concepto de Gebrauchsmusik (música utilitaria), en el intento de utilizar el lenguaje simplificado del consumo de masas para crear productos accesibles a todos. Esto se vio ayudado por la tradición, antigua y viva, del cabaret berlinés, en el que durante los años 1920 se había introducido la influencia del jazz.
Este cambio se produce a partir de 1927 con tres hechos destacables: Llegada de Hindemith en Berlín (para tomar posesión de una cátedra de composición musical); primera colaboración entre Kurt Weill y Bertolt Brecht, obra de Ernst Krenek que ofrecía, con gran éxito, el primer ejemplo de ópera jazz con Jonny spielt auf ("Jonny ataca de nuevo").